# Symplocos costata
Symplocos costata är en tvåhjärtbladig växtart som först beskrevs av Bi., och fick sitt nu gällande namn av Jacques Denys Denis Choisy och Heinrich Zollinger. Symplocos costata ingår i släktet Symplocos och familjen Symplocaceae. Inga underarter finns listade i Catalogue of Life.